# Hugo Zuckermann

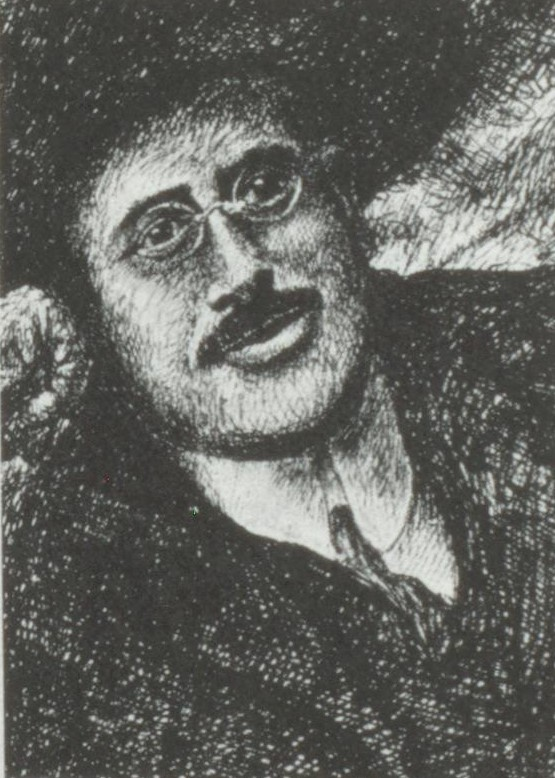
Hugo Zuckermann

Hugo Zuckermann (geboren 15. Mai 1881 in Eger, Österreich-Ungarn; gestorben 23. Dezember 1914 in Eger) war ein böhmisch-österreichischer Rechtsanwalt, deutschsprachiger Schriftsteller und Zionist.

## Leben und Werk
Während seines Studiums in Wien wurde er Mitglied des Vereins zionistischer Hochschüler Theodor Herzl in Wien und später der jüdischen Akademischen Verbindung Libanonia.
Bekannt wurde Zuckermann durch das Österreichische Reiterlied (1913), das militärischen Erfolg und soldatische Schicksalsergebenheit verklärte, und die wenigen aus dem Nachlass veröffentlichten Gedichte. Herausgeber dieser lyrischen Werke im Jahr 1915 war der österreichische Journalist und Schriftsteller Otto Abeles. Darüber hinaus fand er mit seinem Engagement für den Zionismus Beachtung.
Zusammen mit Oskar Rosenfeld hatte er 1908 die Jüdische Bühne, das erste jüdische Theater in Wien, gegründet, das bis 1938 bestand.
Als Rechtsanwalt wirkte Zuckermann in Meran, so dass die Verhandlungen über sein nachgelassenes Vermögen 1915 in Bozen erfolgten.
Zuckermann war Soldat im Ersten Weltkrieg, er erlag seinen Verletzungen in seiner Geburtsstadt und wurde auf dem jüdischen Friedhof in Eger begraben.
Seine Gattin Ida, eine geborene Wienerin, stammte aus christlichem Hause und teilte die jüdischen Hoffnungen und die Arbeit ihres Mannes. Sie konnte seinen Tod nicht verwinden und setzte ihrem Leben ein halbes Jahr später, nachdem sie seine Grabstätte noch reich mit Blumen geschmückt hatte, an Ort und Stelle durch einen Revolverschuss ein Ende.